# 中國香港體適能總會
中國香港體適能總會(英語：Physical Fitness Association of Hong Kong, China)成立於1986年，是專門管轄和推廣體適能事務的組織。同時，該組織也設立多個體適能教練以及如運動創傷、運動營養學等的課程。其中，部份的證書是得到美國運動醫學學院的承認。在比賽方面，則有健康體適能挑戰賽。

## 資料來源
1. ↑  .   [2014-01-16]. （原始内容存档于2013-08-21）.
2. ↑  .   [2014-01-16]. （原始内容存档于2013-08-21）.

## 外部連結
- 官方网站 （页面存档备份，存于）